# Tractus trigeminothalamicus dorsalis
Der Tractus trigeminothalamicus dorsalis (Syn. Tractus trigeminothalamicus posterior) ist eine Nervenbahn im Gehirn, die von der Brücke im Hinterhirn zum Nucleus ventralis posteromedialis im Zwischenhirn zieht. Sie enthält somatosensorische Fasern aus dem Nucleus principalis des Nervus trigeminus und damit aus der Mundhöhle sowie Fasern der Geschmacksbahn vom Nucleus tractus solitarii und Nucleus ovalis zur Umschaltung auf das dritte Neuron.